# ستيفن ريتشاردز (راكب الكنو)
ستيفن ريتشاردز (بالإنجليزية: Stephen Richards)‏ هو راكب الكنو نيوزيلندي، ولد في 26 أغسطس 1965.

## وصلات خارجية
- ستيفن ريتشاردز على موقع أوليمبيديا (الإنجليزية)